# Bonthainia
Genre
Synonymes
- Nilgirisia Roewer, 1929
- Narmadella Roewer, 1931
- Apogrella Roewer, 1955

Bonthainia est un genre d'opilions eupnois de la famille des Sclerosomatidae.

## Distribution
Les espèces de ce genre se rencontrent en Asie du Sud-Est et en Asie du Sud.

## Liste des espèces
Selon World Catalogue of Opiliones (06/05/2021) :
- Bonthainia aenescens Roewer, 1914
- Bonthainia annulata Suzuki, 1977
- Bonthainia celebensis Roewer, 1955
- Bonthainia elegans Roewer, 1931
- Bonthainia gravelyi Roewer, 1929

## Publication originale
- Roewer, 1914 : « Die Opiliones der Sammlung der Herren Drs. Paul u. Fritz Sarasin auf Celebes in den Jahren 1893–1896. » Archiv für Naturgeschichte, sér. A, vol. 79, no 10, p. 70-96 (texte intégral).